# Persone di cognome Sanders
| Questa pagina contiene informazioni ricavate automaticamente dalle voci biografiche con l'ausilio del template Bio e di un bot. L'aggiornamento è periodico e automatico e ricostruisce completamente la pagina. Se manca una persona in questa lista, sei pregato di non aggiungerla, ma accertati piuttosto che la sua voce biografica contenga il template Bio e che i dati anagrafici siano correttamente compilati. Se il template Bio manca, inseriscilo tu stesso o, in alternativa, metti l'avviso {{tmp\|Bio}} che ne segnala la mancanza. Se i dati riportati sono sbagliati, correggi direttamente la voce biografica; le modifiche saranno visibili in questa lista entro pochi giorni. Per chiarimenti vedi il progetto antroponimi. La lista contiene solo le 89 persone che sono citate nell'enciclopedia e per le quali è stato implementato correttamente il template Bio. Pagina aggiornata al 23 giu 2025. |

Questa è una lista di persone presenti nell'enciclopedia che hanno il cognome Sanders, suddivise per attività principale.

## Allenatori di football americano(2)
- Bob Sanders, allenatore di football americano statunitense (Jacksonville, n. 1953)
- Eric Sanders, allenatore di football americano statunitense (San Francisco, n. 1983)

## Attori(9)
- George Sanders, attore britannico (San Pietroburgo, n. 1906 - Castelldefels, † 1972)
- Aaron Sanders, attore statunitense (Templeton, n. 1996)
- Ashton Sanders, attore statunitense (Carson, n. 1995)
- Christoph Sanders, attore statunitense (Hendersonville, n. 1988)
- Ed Sanders, attore e cantante britannico (East Sussex, n. 1993)
- Henry G. Sanders, attore statunitense (Houston, n. 1942)
- Hugh Sanders, attore statunitense (East Saint Louis, n. 1911 - Los Angeles, † 1966)
- Jay O. Sanders, attore statunitense (Austin, n. 1953)
- Willie Sanders, attore britannico (Liverpool, n. 1906 - Leeds, † 1990)

## Attrici(3)
- Anita Sanders, attrice e modella svedese (n. 1942 - † 2023)
- Erin Sanders, attrice statunitense (Santa Monica, n. 1991)
- Nadine Sanders, attrice e ex modella statunitense (Miami, n. 1931)

## Calciatori(5)
- Koen Sanders, ex calciatore belga (Bruges, n. 1962)
- Dirk Sanders, ex calciatore belga (Torhout, n. 1955)
- Jack Sanders, calciatore inglese (Bolton, n. 1999)
- Luc Sanders, ex calciatore belga (Bruges, n. 1945)
- Sidney Sanders, calciatore inglese (Nunhead, n. 1890 - Lewisham, † 1967)

## Calciatrici(1)
- Stefanie Sanders, calciatrice tedesca (Soltau, n. 1998)

## Canottieri(1)
- Terence Sanders, canottiere britannico (Charleville, n. 1901 - Dorking, † 1985)

## Cantanti(4)
- L.V., cantante e rapper statunitense (Los Angeles, n. 1960)
- Karl Sanders, cantante, chitarrista e bassista statunitense (Greenville, n. 1963)
- M. Shadows, cantante statunitense (Fountain Valley, n. 1981)
- Troy Sanders, cantante e bassista statunitense (Atlanta, n. 1973)

## Cestiste(1)
- Mildred Sanders, cestista statunitense (Chapmansboro, n. 1929 - Springfield, † 2024)

## Cestisti(17)
- Al Sanders, cestista statunitense (Baton Rouge, n. 1950 - † 1994)
- Jeff Sanders, ex cestista statunitense (Augusta, n. 1966)
- Junie Sanders, ex cestista statunitense (Brooklyn, n. 1972)
- Mike Sanders, ex cestista e allenatore di pallacanestro statunitense (Vidalia, n. 1960)
- Aerick Sanders, ex cestista e allenatore di pallacanestro statunitense (Los Angeles, n. 1982)
- Casey Sanders, ex cestista statunitense (Tampa, n. 1979)
- Corey Sanders, cestista statunitense (Lakeland, n. 1997)
- Frankie Sanders, ex cestista statunitense (Dayton, n. 1957)
- Jamarr Sanders, cestista statunitense (Chicago, n. 1988)
- Jesse Sanders, ex cestista statunitense (Sugar Land, n. 1989)
- Larry Sanders, cestista statunitense (Fort Pierce, n. 1988)
- Melvin Sanders, ex cestista statunitense (Liberal, n. 1981)
- Moritz Sanders, cestista tedesco (Rotthalmünster, n. 1998)
- Rakim Sanders, ex cestista statunitense (Pawtucket, n. 1989)
- Satch Sanders, ex cestista e allenatore di pallacanestro statunitense (New York, n. 1938)
- Victor Sanders, cestista statunitense (Portland, n. 1995)
- Yamen Sanders, ex cestista statunitense (Detroit, n. 1968)

## Ciclisti su strada(1)
- Gilles Sanders, ex ciclista su strada, ciclocrossista e mountain biker francese (Narbona, n. 1964)

## Compositori(1)
- Buck Sanders, compositore statunitense (Mississippi, n. 1971)

## Danzatori(1)
- Dirk Sanders, ballerino, attore e coreografo francese (Bogor, n. 1933 - Parigi, † 2002)

## Esoteristi(1)
- Alex Sanders, esoterista britannico (Birkenhead, n. 1926 - Sussex, † 1988)

## Giocatori di football americano(14)
- Deion Sanders, ex giocatore di football americano, allenatore di football americano e ex giocatore di baseball statunitense (Fort Myers, n. 1967)
- Barry Sanders, ex giocatore di football americano statunitense (Wichita, n. 1968)
- Charlie Sanders, giocatore di football americano statunitense (Richlands, n. 1946 - Royal Oak, † 2015)
- Bob Sanders, giocatore di football americano statunitense (Erie, n. 1981)
- Drew Sanders, giocatore di football americano statunitense (Dallas, n. 2001)
- Emmanuel Sanders, ex giocatore di football americano statunitense (Bellville, n. 1987)
- Ja'Tavion Sanders, giocatore di football americano statunitense (Napa, n. 2003)
- Jason Sanders, giocatore di football americano statunitense (Orange, n. 1995)
- Miles Sanders, giocatore di football americano statunitense (Pittsburgh, n. 1997)
- Myjai Sanders, giocatore di football americano statunitense (Jacksonville, n. 1998)
- Shedeur Sanders, giocatore di football americano statunitense (Tyler, n. 2002)
- Tanaeri Sanders, giocatore di football americano statunitense (n. 2003)
- Thomas Sanders, ex giocatore di football americano statunitense (Giddins, n. 1962)
- Ace Sanders, giocatore di football americano statunitense (Bradenton, n. 1991)

## Imprenditori(1)
- Harland Sanders, imprenditore statunitense (Henryville, n. 1890 - Louisville, † 1980)

## Lessicografi(1)
- Daniel Sanders, lessicografo tedesco (Strelitz, n. 1819 - Strelitz, † 1897)

## Lottatori(1)
- Richard Sanders, lottatore statunitense (Lakeview, n. 1945 - Skopje, † 1972)

## Montatori(1)
- Nat Sanders, montatore statunitense (New London, n. 1980)

## Nuotatrici(1)
- Summer Sanders, ex nuotatrice statunitense (Roseville, n. 1972)

## Pallavoliste(1)
- Evangella Sanders, ex pallavolista e allenatrice di pallavolo statunitense (Modesto, n. 1990)

## Pallavolisti(1)
- Tyler Sanders, pallavolista canadese (Winnipeg, n. 1991)

## Pattinatori artistici su ghiaccio(1)
- Georg Sanders, pattinatore artistico su ghiaccio russo

## Piloti motociclistici(1)
- Daniel Sanders, pilota motociclistico australiano (n. 1994)

## Pittori(1)
- Hercules Sanders, pittore olandese (Amsterdam, n. 1606 - Amsterdam, † 1666)

## Poeti(1)
- Ed Sanders, poeta, cantante e scrittore statunitense (Kansas City, n. 1939)

## Politiche(1)
- Lisa Scaffidi, politica australiana (Perth, n. 1960)

## Politici(2)
- Bernie Sanders, politico statunitense (New York, n. 1941)
- Carl Sanders, politico e avvocato statunitense (Augusta, n. 1925 - Atlanta, † 2014)

## Pugili(2)
- Corrie Sanders, pugile sudafricano (Pretoria, n. 1966 - Pretoria, † 2012)
- Ed Sanders, pugile statunitense (Watts, n. 1930 - Boston, † 1954)

## Registi(3)
- Chris Sanders, regista, sceneggiatore e produttore cinematografico statunitense (Colorado Springs, n. 1962)
- Denis Sanders, regista statunitense (New York, n. 1929 - San Diego, † 1987)
- Rupert Sanders, regista inglese (Londra, n. 1971)

## Religiosi(1)
- Nicholas Sanders, religioso e teologo britannico (Charlwood, n. 1530 - † 1581)

## Sassofonisti(1)
- Pharoah Sanders, sassofonista statunitense (Little Rock, n. 1940 - Los Angeles, † 2022)

## Scenografi(1)
- Thomas Sanders, scenografo statunitense (San Pedro, n. 1953 - † 2017)

## Tenniste(2)
- Rowena Sanders, ex tennista sudafricana (n. 1953)
- Storm Hunter, tennista australiana (Rockhampton, n. 1994)

## Tennisti(1)
- Louk Sanders, ex tennista olandese (Oegstgeest, n. 1950)

## Teologi(1)
- Ed Parish Sanders, teologo statunitense (Grand Prairie, n. 1937 - † 2022)

## Velociste(1)
- Nicola Sanders, ex velocista e ostacolista britannica (High Wycombe, n. 1982)

## Wrestler(1)
- Mike Sanders, ex wrestler statunitense (Smyrna, n. 1969)